# Der Expander des Fortschritts
Der Expander des Fortschritts war eine Band aus Ost-Berlin und einer der bedeutendsten Vertreter der anderen Bands in der DDR. Als eine der ersten DDR-Untergrundbands widmeten sie sich der Avantgarde und der experimentellen Musik. Ihr erster Flyer trug die Stilbezeichnung popmusique concréte!

## Geschichte
Gründungsmitglieder der Band waren 1986 Uwe Baumgartner, Eckehard Binas und Mario Persch. 1987 kam Susanne Lehmann (später Binas bzw. Binas-Preisendörfer) hinzu. Mit ihrer musikalischen Orientierung auf Avantgarde und experimentelle Musik waren sie einer der Stilbegründer für diese Musikrichtungen in der DDR. 1988 und 1989 erschienen mit Urknall Horde Mensch und Der Expander des Fortschritts zwei Untergrundtapes, gefolgt von einer Veröffentlichung beim britischen Label Recommended Records / Points East und einem Album namens Ad Acta 1990 bei Zong (vormals Amiga). Ende 1990 scheiterte man am Versuch, als Quartett unter dem Namen Four For Fortschritt weiterzuarbeiten.
Susanne Binas-Preisendörfer wurde später Professorin für Musik und Medien, Thomas Görsch spielte bei Mutabor, Knorkator und Saat, Jörg Beilfuß gründete mit Thomas Wagner Tom Terror & das Beil. Stefan Schüler war auch als Bassist bei Die Anderen tätig, Norbert Grandl ebenso wie Jörg Beilfuß als Drummer bei Teurer denn je. Letztgenannter spielte auch bei Fabrik (Nachfolger von Zwitschermaschine), Grandl später bei Foyer des Arts. Eckehard Binas war von 2013 bis 2019 Präsident der FH Potsdam.
2019 trat der Expander in erweiterter bzw. neuer Besetzung mit dem Projekt Expander Fortgesetzte Expedition wieder vor Publikum auf (u. a. im ausland/Berlin, Waschhaus/Potsdam, naTo/Leipzig) und arbeitete dazu mit dem Autor Robert Mießner zusammen.
2025 erscheint beim Leipziger Major Label eine Box mit zwei Vinyls und einem 60-seitigen Katalog.

## Diskografie

### Der Expander des Fortschritts
- 1988: Urknall Horde Mensch (Irrmenschkassette)
- 1989: Der Expander des Fortschritts (Recommended Records)
- 1989: Der Expander des Fortschritts (ZoneTon)
- 1990: Ad Acta (Zong)
- 1990: 4 Stücke (ZoneTon)
- 1990: Elektronische Geräusche (Heimat Kassetten, Split mit AG. Geige)
- 2022: Urknall Horde Mensch (tapetopia 008, aufnahme + wiedergabe)
- 2025: Kluge Köpfe rollen gut (iron curtain radio / Major Label)

### Ecke Binas
- 1990: Vergrabene Bilder (ZoneTon)